# Addis Abeba
Addis Abeba  (amarico: አዲስ አበባ, Addis Abäba [adˈdis ˈaβəβa] , con significato di "nuovo fiore"; oromo: Finfinne, un'onomatopea che indica le sorgenti presenti nel luogo; ge'ez: በረራ, Bərəra) chiamata spesso dai suoi residenti anche con il nome di Sheger, è la capitale dell'Etiopia e la sede centrale dell'Unione Africana con 3 273 000 abitanti stimati a luglio 2015.

## Geografia fisica

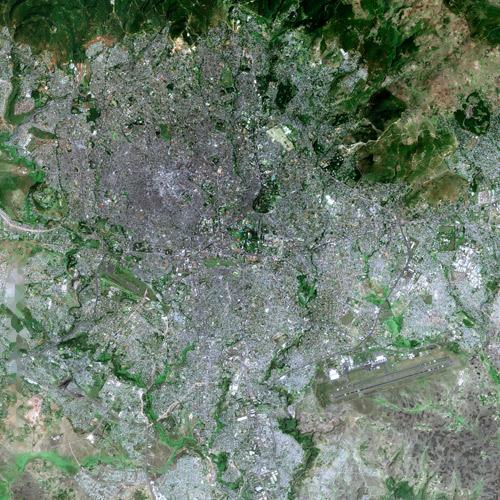
Addis Abeba vista dal satellite

### Territorio
Addis Abeba si trova ad un'altitudine di 2 407 metri su un altopiano dominato da lande ai piedi delle montagne di Entoto, poste sullo spartiacque del bacino dell'Auasc. La città presenta una notevole escursione altimetrica: nel punto più basso, ove è situato l'aeroporto internazionale di Bole, l'altitudine è di 2 326 metri sul livello del mare; nel punto più alto, nella periferia a nord della città, situato a oltre 3 000 metri di quota, sorge il sistema montuoso di Entoto.

### Clima

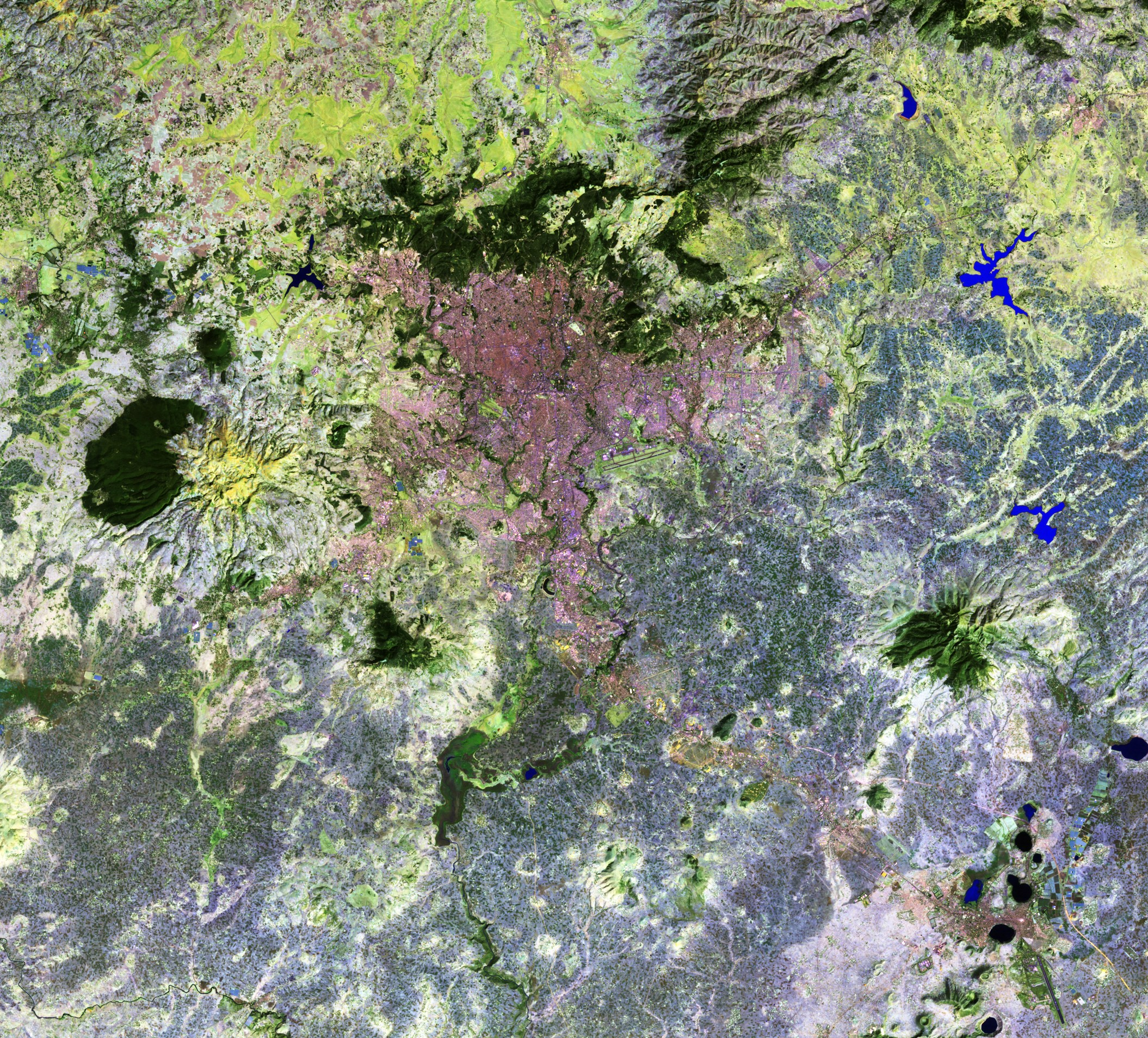
L'immagine satellitare tratta di una striscia di urbanizzazione che collega Addis Abeba e la città di Debre Zeyit (angolo in basso a destra dell'immagine)

Addis Abeba ha un clima temperato e umido, caratterizzato da precipitazioni abbondanti, anche nei mesi più secchi (Classificazione di Köppen, Cwb). La temperatura media annua è di 16,3 °C e la piovosità media è di 1143 mm. Data la notevole escursione altimetrica, la città presenta in alcune zone un clima alpino (Classificazione di Köppen, E), che hanno tra di loro un'escursione termica anche di 10 °C. L'elevata altitudine mitiga le temperature, che rimangono pressoché costanti durante tutto l'anno, data la vicinanza all'Equatore.
Il periodo secco va dalla metà di novembre a gennaio. Durante questa stagione la temperatura massima giornaliera solitamente non supera i 23 °C, mentre la temperatura minima notturna non supera i 10 °C. Da febbraio a maggio si verifica un aumento delle precipitazioni, che si attesta tra i 40 mm di febbraio e gli 80 mm di maggio; le temperature massime giornaliere non superano i 25 °C, mentre le minime notturne si attestano tra i 10 e i 15 °C, con una significativa diminuzione dell'escursione termica tra giorno e notte rispetto al periodo secco.
La stagione delle piogge va da giugno a settembre. Sebbene il periodo coincida con l'estate, l'abbondanza di precipitazioni mitiga la temperatura massima giornaliera, che di rado supera i 23 °C, mentre la minima notturna non subisce significative variazioni rispetto al periodo febbraio-maggio. Il periodo autunnale che va da ottobre alla prima metà di novembre è un periodo di transizione dalla stagione piovosa a quella secca. 
| Addis Abeba                        | Mesi | Mesi | Mesi | Mesi | Mesi | Mesi | Mesi | Mesi | Mesi | Mesi | Mesi | Mesi | Anno  |
| Addis Abeba                        | Gen  | Feb  | Mar  | Apr  | Mag  | Giu  | Lug  | Ago  | Set  | Ott  | Nov  | Dic  | Anno  |
| ---------------------------------- | ---- | ---- | ---- | ---- | ---- | ---- | ---- | ---- | ---- | ---- | ---- | ---- | ----- |
| T. max. media (°C)                 | 23   | 24   | 25   | 25   | 25   | 23   | 21   | 20   | 22   | 23   | 23   | 22   | 23    |
| T. media (°C)                      | 16   | 17   | 18   | 19   | 19   | 18   | 17   | 16   | 17   | 17   | 16   | 15   | 17,1  |
| T. min. media (°C)                 | 9    | 9    | 11   | 12   | 13   | 12   | 12   | 12   | 12   | 10   | 8    | 8    | 10,7  |
| Precipitazioni (mm)                | 13   | 30   | 58   | 82   | 84   | 138  | 280  | 290  | 149  | 27   | 7    | 7    | 1 165 |
| Giorni di pioggia                  | 3    | 5    | 7    | 10   | 10   | 20   | 27   | 26   | 18   | 4    | 1    | 1    | 132   |
| Umidità relativa media (%)         | 47   | 51,5 | 47,5 | 54,5 | 53,0 | 67,5 | 79,5 | 79,0 | 71,5 | 47,5 | 48,0 | 45,5 | 57,7  |
| Eliofania assoluta (ore al giorno) | 9    | 9    | 8    | 7    | 8    | 6    | 3    | 3    | 5    | 8    | 9    | 9    | 7     |

## Storia

### Menelik II e la fondazione di Addis Abeba

Monumento dedicato a Menelik II, imperatore d'Etiopia, per commemorare la vittoria nella battaglia di Adua del 1º marzo 1896

Addis Abeba venne fondata dall'imperatore Menelik II, come sua nuova capitale. Prima della fondazione di Addis Abeba, numerosi siti nelle vicinanze funsero da capitali temporanee del regno di Scioa: Wechecha, Yerrer, Entoto e soprattutto Ankober; quest'ultima, posta 160 km a nord di Addis Abeba e capitale durante la seconda metà del XVIII secolo, presenta ancora le rovine del palazzo reale, poste sul ciglio di una grande scarpata famosa per il suo panorama. Menelik, Negus dello Scioa, riteneva il monte Entoto un'importante base strategica per condurre operazioni militari nella parte meridionale del suo regno e, nel 1879, visitò le rovine di una città medievale e di una chiesa rupestre incompiuta, testimonianze di attività precedenti alle campagne di Ahmad Gragn.
L'interesse dell'imperatore crebbe quando sua moglie Taitù avviò il restauro di una chiesa sul monte Entoto e Menelik stesso decretò la costruzione di un'altra chiesa nella zona. L'area tuttavia non incoraggiava la fondazione di una città, a causa della scarsità di legna e acqua; infatti uno stanziamento effettivo cominciò nella vallata a sud della montagna solo nel 1886. Inizialmente Taitù fece costruire una casa vicino alle sorgenti termali di Filwoha, conosciute dagli oromo, una popolazione immigrata originaria della provincia di Bale, come Finfinne, dove i membri della corte reale trascorrevano le vacanze; il resto della nobiltà e il personale di servizio si stabilirono nelle vicinanze. Menelik ampliò la casa della moglie, trasformandola nel Palazzo imperiale, ancora oggi sede del governo nella città.
Addis Abeba divenne la capitale dell'Etiopia quando Menelik II divenne imperatore d'Etiopia nel 1889. A causa della costante penuria di legna da ardere, cui dovette fare fronte la popolazione di Addis Abeba in rapida espansione, Menelik decise di trasferire la capitale in un'altra città di nuova fondazione; nel 1896 iniziò quindi la costruzione di Addis Alem, circa 40 km a ovest di Addis Abeba. Nel 1903 vennero avviati i lavori per la realizzazione della prima strada pavimentata d'Etiopia tra Addis Abeba e la nuova capitale. Menelik introdusse inoltre l'eucalipto, una pianta a crescita rapida. I numerosi alberi di eucalipto, voluti da Menelik lungo le principali strade della città, sono ancora oggi ben visibili.

### Il periodo coloniale italiano (1936-1941)

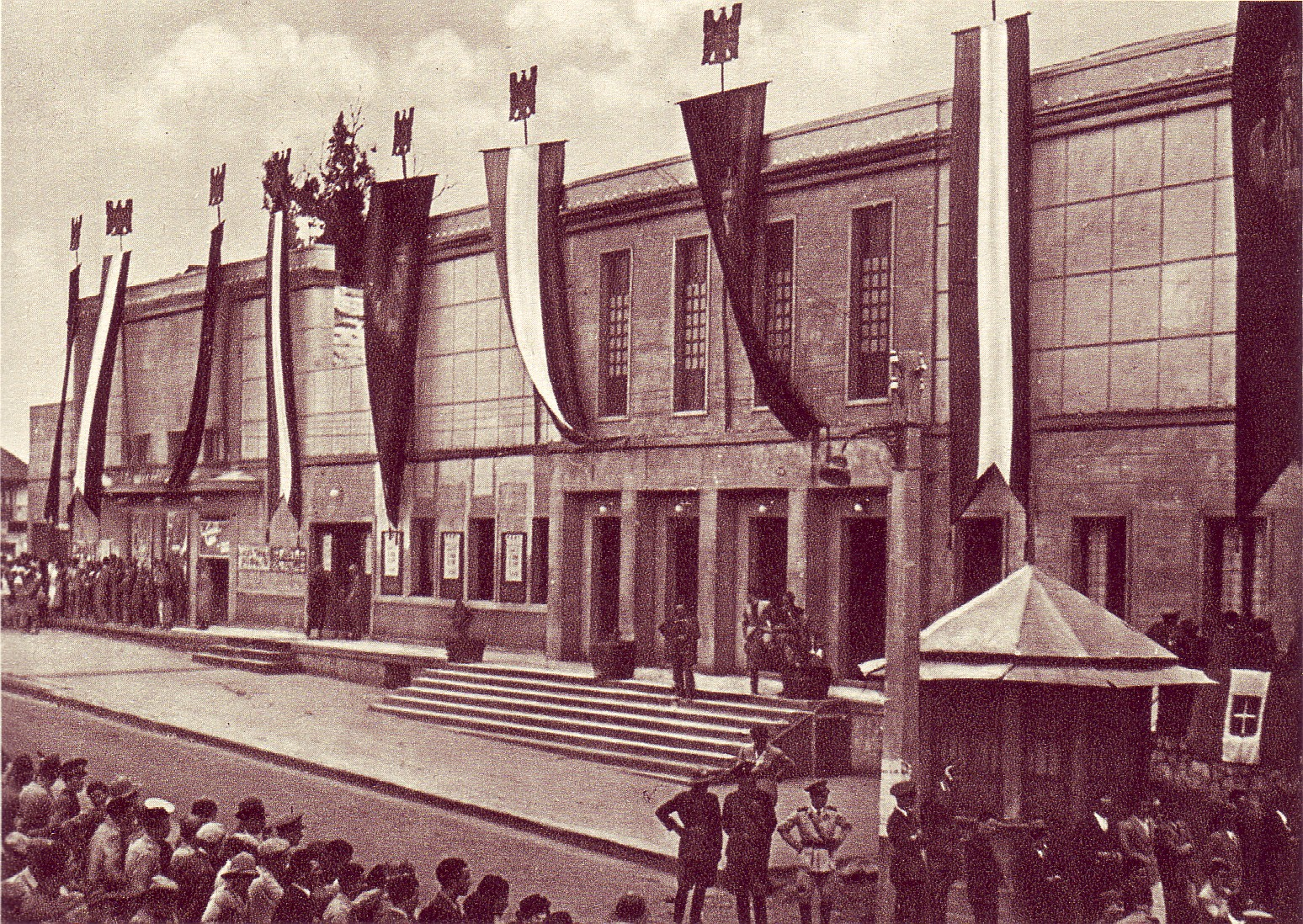
Il cinema Italia ad Addis Abeba, poi reintitolato cinema Ethiopia (1937)

Il 5 maggio del 1936, all'apparente termine della guerra d'Etiopia, Addis Abeba fu conquistata dalle truppe italiane guidate dal maresciallo Pietro Badoglio e quattro giorni dopo, l'impero d'Etiopia fu aggregato all'Africa Orientale Italiana insieme a Eritrea e Somalia italiana; nonostante la conquista decisiva non fosse avvenuta e vi fossero ancora vasti territori sotto il controllo dei ras e dei vari feudatari. Il 1º giugno la città, nominata capitale dei possedimenti coloniali italiani nel Corno d'Africa, entrò a fare parte del Governatorato di Addis Abeba, dall'11 novembre del 1938 inglobato nel nuovo Governatorato dello Scioa.
Il 19 febbraio del 1937, nel corso di una cerimonia per celebrare la nascita di Vittorio Emanuele di Savoia, il Piccolo Ghebì imperiale, residenza del viceré d'Etiopia, fu teatro di un attentato ai danni del governatore Rodolfo Graziani, che fu ferito insieme a cinquanta persone, mentre altre sette morirono; nei tre giorni successivi gli italiani misero in atto una violenta e indiscriminata repressione ai danni degli abitanti della capitale, nota come strage di Addis Abeba, durante la quale furono uccisi migliaia di cittadini.
Nel 1938 il governo italiano predispose un ambizioso piano regolatore per la città, a firma degli architetti Cesare Valle e Ignazio Guidi, prevedendo la realizzazione di nuovi quartieri; i lavori furono avviati con la costruzione di una serie di strade ed edifici che modernizzarono in parte il volto della capitale, raggiunta in cinque anni da oltre 43 000 coloni italiani. Tuttavia, l'entrata dell'Italia nella seconda guerra mondiale il 10 giugno del 1940 causò una brusca interruzione di molti cantieri, molti dei quali non furono nemmeno avviati.

### Il post- Conquista (1941-1974)

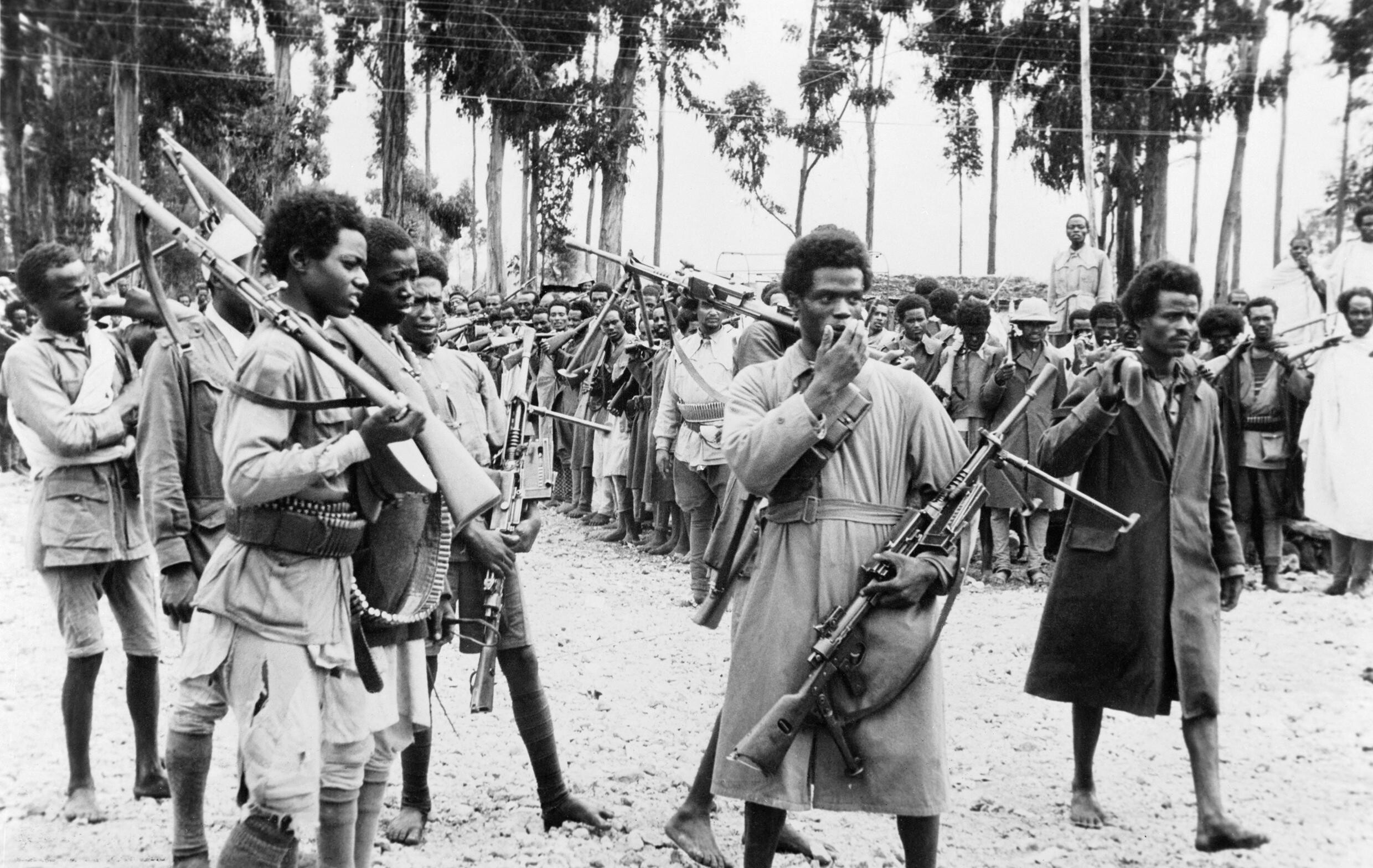
Soldati etiopi ad Addis Abeba mentre ascoltano il proclama che annuncia il ritorno nella capitale dell'imperatore Hailé Selassié (maggio 1941)

Durante la campagna dell'Africa Orientale Italiana, nel marzo del 1941 il fronte sud della Somalia britannica, conquistata dagli italiani l'anno precedente, non resistette alle forze britanniche che, unitamente ai combattenti etiopi arbegnuoc, raggiunsero alla fine di aprile Addis Abeba; la città, ormai indifendibile, fu abbandonata per decisione del viceré Amedeo di Savoia, che raggiunse un accordo con le forze inglesi per evitare rappresaglie contro i numerosi civili italiani; Hailé Selassié rientrò quindi trionfalmente ad Addis Abeba il 5 maggio del 1941, esattamente dopo 5 anni di occupazione.
A fine dell'occupazione, Addis Abeba visse un periodo di stagnazione economica e crescita demografica rapida, con un’espansione urbana che seguiva il modello imposto dagli italiani nel centro (Piano Regolatore Italiano del 1938), mentre le periferie si sviluppavano in modo più disordinato. Nel 1946, Haile Selassie invitò il noto urbanista britannico Sir Patrick Abercrombie per progettare un piano di sviluppo per rendere Addis Abeba una capitale africana modello, con quartieri organizzati intorno a parchi e grandi vie radiali per facilitare il traffico.
Nel 1944 Haile Selassie completò i lavori della cattedrale della Santissima Trinità di rito copto, da lui iniziata nel 1931, e la destinò, oltre che a mausoleo della famiglia imperiale, a memoriale e luogo di sepoltura dei patrioti che combatterono contro l'occupazione italiana. Dal punto di vista culturale, sotto il regno di Hailé Selassié vennero fondate la biblioteca pubblica (1944), l'Università (1950), il Teatro nazionale (1955) e il Museo nazionale (1958). Sempre durante il regno di Selassié, Addis Abeba venne dotata di nuove infrastrutture, come il servizio di trasporti pubblici (1945) e l'aeroporto di Bole (1961).
In ambito politico internazionale, l'imperatore incoraggiò la fondazione dell'Organizzazione dell'unità africana nel 1963, invitando il nuovo organismo a mantenere il suo quartier generale nella città. Nel 1965, Addis Abeba era divisa in 10 woredas (distretti amministrativi) e continuava a espandersi urbanisticamente. Nel medesimo anno si tenne ad Addis Abeba il Concilio delle Chiese Ortodosse Orientali.
Parallelamente, nel corso degli anni '60 la città iniziò a conoscere anche movimenti studenteschi contro il governo imperiale, che culminarono nel 1974 con la deposizione di Haile Selassie da parte del Derg, un consiglio militare provvisorio.

### L'amministrazione della Derg (1974 - 1991)
Dopo l’ascesa al potere della Derg, circa due terzi degli alloggi della città furono trasformati in abitazioni a canone d’affitto. La crescita demografica rallentò dal 6,5% al 3,7%. Nel 1975 la Derg nazionalizzò gli edifici in affitto costruiti privatamente. Secondo il Decreto n. 47/1975, gli edifici più vecchi e di scarsa qualità venivano gestiti dalle unità di quartiere (kebele), mentre le abitazioni di migliore qualità ricadevano sotto l’Agenzia per l’Amministrazione delle Case in Affitto (ARHA). Gli immobili con un valore inferiore a 100 birr (circa 48 dollari USA) erano assegnati alla gestione dei kebele. In questo periodo il numero di woredas (distretti) aumentò a 25, mentre i kebele salirono a 284.
L’architetto ungherese C.K. Polonyi fu il primo a occuparsi del piano regolatore cittadino durante il regime della Derg, con il supporto del Ministero dello Sviluppo Urbano e dell’Edilizia. Il suo progetto prevedeva l’integrazione di Addis Abeba con le aree rurali suburbane e lo sviluppo del centro città. Polonyi ridisegnò anche la Piazza Meskel, ribattezzata Piazza Abiyot, il cui nuovo assetto fu realizzato subito dopo il cambio di nome.
Nel 1986 fu elaborato un piano italo-etiopico con la collaborazione di 45 professionisti etiopi e 75 esperti italiani, con oltre 200 rapporti settoriali. Il piano mirava a un sistema urbano bilanciato e a migliorare i servizi pubblici, come l’approvvigionamento idrico. Fu incorporata l’area di Akaki per i servizi industriali e terminali merci. Tuttavia, il regime burocratico della Derg ritardò l’attuazione del piano di otto anni, fino al 1994, causando problemi nei servizi pubblici di base e uno sviluppo urbano non pianificato

### La Repubblica Federale Democratica (1991 - presente)
Il 28 maggio 1991, il Fronte Democratico Rivoluzionario Popolare Etiope (EPRDF), coalizione politica che stava rovesciando il regime della Derg, prese il controllo di Addis Abeba. Entrarono lungo Menelik II Avenue e imposero un coprifuoco di 24 ore. Secondo testimoni, i cittadini non furono spaventati dall’evento, poiché l’esercito assicurava che la situazione era sotto controllo. Le truppe presero posizione in punti centrali della città, come l’Hotel Hilton, esponendo striscioni con le parole “Pace, Solidarietà, Amicizia”. Alle 5:30 del mattino riuscirono a controllare il palazzo presidenziale, con l’ingresso di carri armati in città.
Nel 1994 fu adottata una nuova Costituzione, entrata in vigore l’anno successivo. Sebbene tutte le città etiopi fossero poste sotto l’autorità regionale, Addis Abeba (Proclama n. 87/1997) e Dire Dawa (Proclama n. 416/2004) rimasero città con uno statuto speciale, con autonomia di governo e funzioni di centri di sviluppo. La Proclama n. 112/1995 autorizzò la privatizzazione di molti edifici pubblici, ad eccezione di alcuni, mentre gli edifici dei kebele continuarono a essere gestiti a livello locale. Le aree abitative kebele, spesso non pianificate, rimasero parte integrante del tessuto urbano centrale di Addis Abeba.
La città ospita anche l'Unione Africana e la Commissione economica delle Nazioni Unite per l'Africa (UNECA).

## Monumenti e luoghi d'interesse

### Architetture religiose
- Cattedrale di San Giorgio, posta all'estremità settentrionale di Churchill Road,  costruita nel 1896 per commemorare la vittoria sugli italiani; l'edificio, di pianta ottagonale, presenta al suo interno numerosi dipinti e mosaici, oltre a un museo.[22]
- Cattedrale della Santissima Trinità, di rito ortodosso tewahedo; è uno dei più importanti edifici sacri in Etiopia, luogo di sepoltura dell'imperatore Hailé Selassié e della famiglia imperiale, oltre che delle vittime della strage di Addis Abeba, degli Arbegnuoc (patrioti) che combatterono contro l'occupazione italiana e degli ufficiali governativi uccisi dal regime comunista del Derg.[22]
- Moschea di Grand Anwar, nel distretto del Mercato; è il più grande edificio dedicato al culto islamico ad Addis Abeba, costruito durante l'occupazione italiana.[23][24]
- Cattedrale della Natività, di rito cattolico romano, nel distretto del Mercato.[25]
- Chiesa di Santa Rachele, voluta dalla imperatrice Menen dopo la Liberazione.
- Cattedrale ortodossa di Medhane Alem ("Salvatore del mondo")  vicino all'aeroporto internazionale di Bole.[26]

### Ex palazzi reali

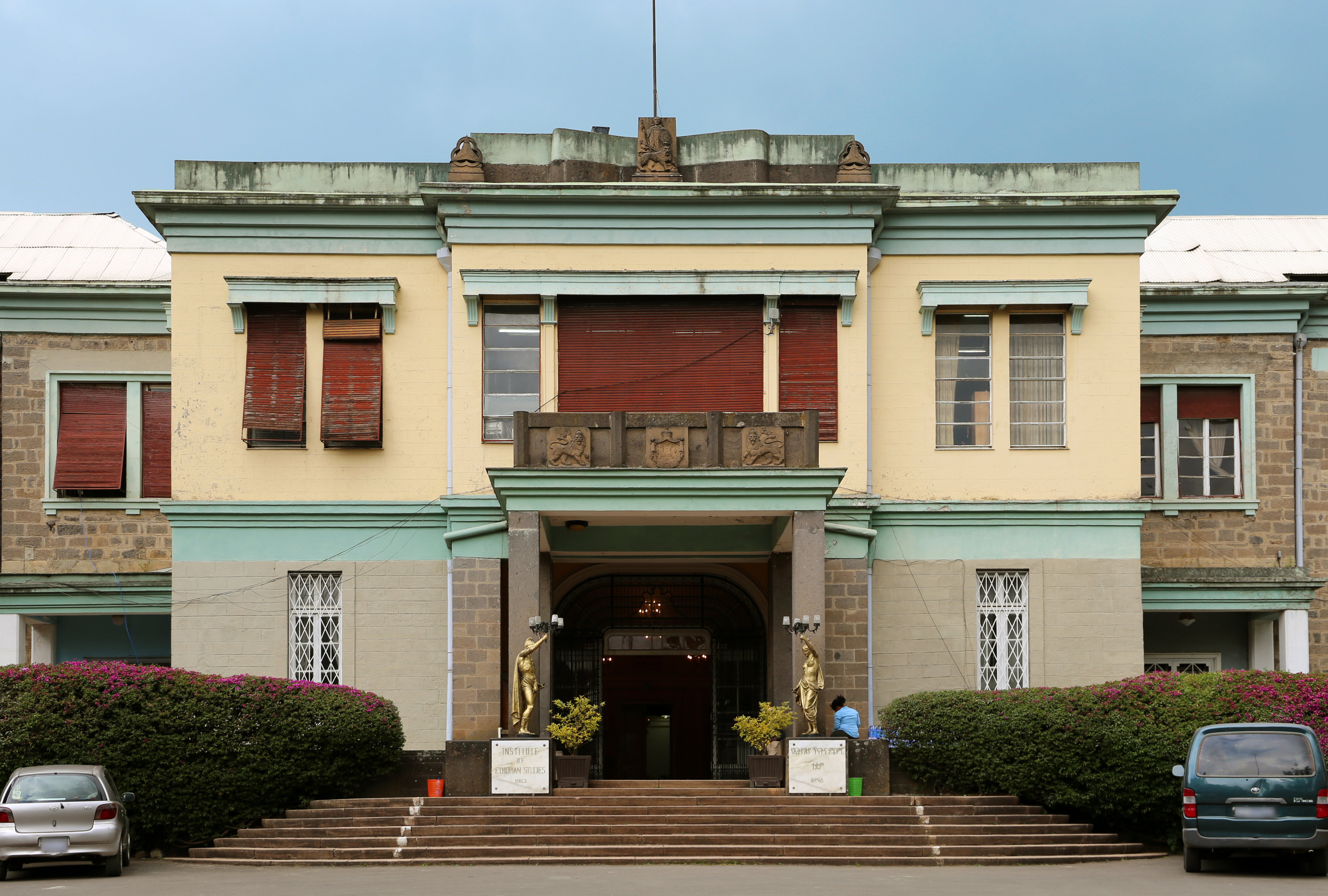
Palazzo Guenete Leul

- Palazzo di Menelik II, attualmente sede del governo cittadino.[27]
- Palazzo Guenete Leul, già residenza principale dell'imperatore Hailé Selassié; divenne poi parte del complesso dell'Università Hailé Selassié, che venne ribattezzata Università di Addis Abeba nel 1974.[27]
- Palazzo Nazionale, conosciuto anche come Palazzo del Giubileo, edificato dall'imperatore Hailé Selassié per i propri 25 anni di regno; attualmente è la sede del presidente della Repubblica d'Etiopia.[27]

### Edifici governativi
- Africa Hall, presso la Menelik II Avenue, sede centrale della Commissione economica delle Nazioni Unite per l'Africa e di molti uffici dell'ONU.
- Palazzo dell'Unione africana, nella parte sud-occidentale della città, già sede dell'Organizzazione dell'unità africana (OAU), oggi Unione africana.[28]
- Palazzo del Parlamento, posto vicino alla cattedrale della Santissima Trinità, costruito durante il regno di Hailé Selassié assieme alla contigua torre dell'orologio.[29]
- Sala Shengo del palazzo di Menelik II, costruita durante il regime di Menghistu Hailè Mariàm quale nuova sede del parlamento e successivamente adibita a sala convegni e conferenze.[30]

### Monumenti[31]

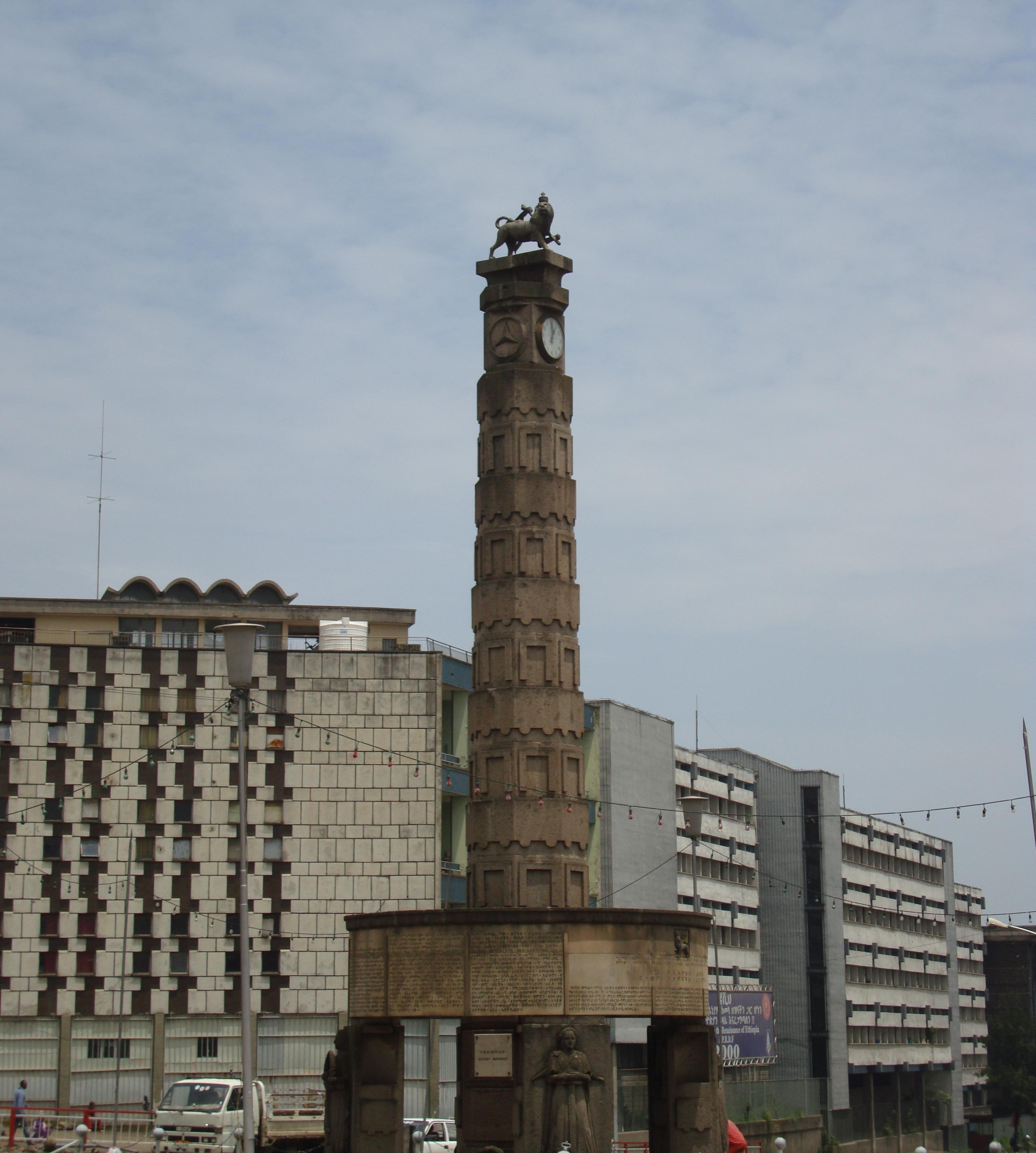
Monumento al Meyazia 27

- Monumento al Leone di Giuda, che simboleggia l'imperatore dell'Etiopia.
- Monumento al Meyazia 27, che onora la liberazione dell'Etiopia dall'occupazione italiana.
- Monumento allo Yekatit 12, che commemora le vittime della strage di Addis Abeba.
- Statua equestre di Menelik II, che celebra la vittoriosa battaglia di Adua.

### Teatri

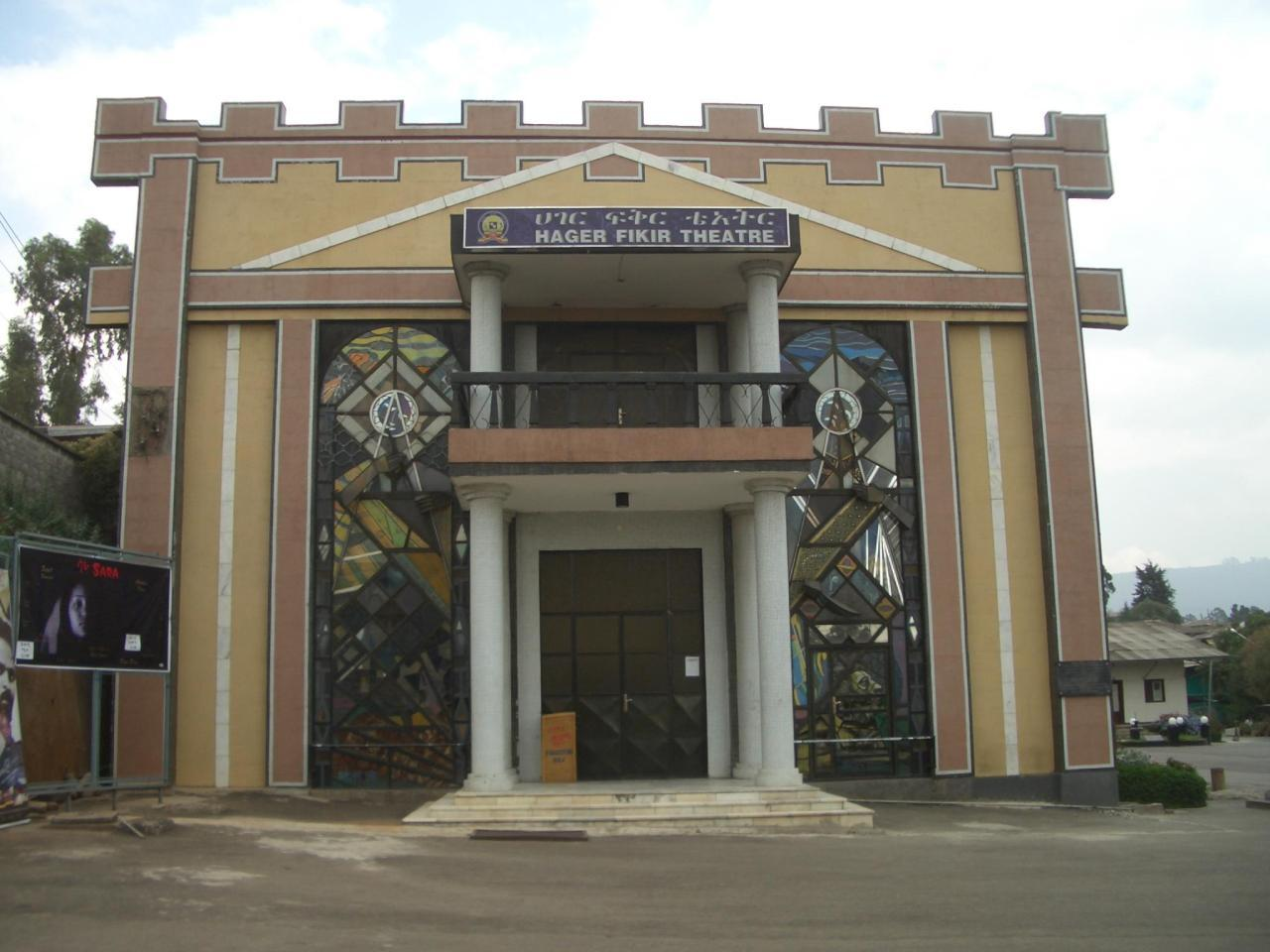
Teatro Hager Fikir

- Teatro Hager Fikir, il più antico teatro della città, nel quartiere di Piazza.[32]
- Teatro nazionale etiope, principale teatro cittadino.

### Altri edifici
- Itegue Taitu Hotel, costruito alla fine del XIX secolo, il più antico albergo della città.
- Addis Merkato.
- Ippodromo di Jan Meda.
- Addis Ababa Stadium, oggi Abebe Bikila Stadium, chiamato in onore della prima medaglia d'oro africana ai Giochi olimpici, sede nel 2008 dei Campionati africani di atletica leggera.
- Nyala Stadium.
- Torre della Banca Commerciale d'Etiopia.

### Sobborghi
Addis Abeba è circondata da una serie di sobborghi: a nord Shiro Meda ed Entoto; a est Urael e Bole; a sud-est Nifa Silk; a sud Mekanisa; a ovest Keraniyo e Kolfe. Kolfe è menzionata nell'autobiografia di Nelson Mandela, in quanto qui ricevette l'addestramento militare.

## Società

### Evoluzione demografica
In base al censimento del 2007, la popolazione di Addis Abeba è di 2 739 551 abitanti, con una densità di 1 160,83 ab./km².

### Etnie
Tutti i gruppi etnici etiopi sono presenti ad Addis Abeba, ripartiti così: amhara (57,04%), oromo (16,42%), guraghé (15,74%), tigrè (6,18%), silt'e (2,94%), gamo (1,68%).

### Religione
La religione professata dalla maggioranza degli abitanti di Addis Abeba è il cristianesimo ortodosso etiope (74,7%), seguito dal Islam (16,2%), dal protestantesimo (7,77%) e dal cattolicesimo (0,48%).
Addis Abeba è la città "sacra" per i rastafariani nel mondo, la religione fondata da Marcus Garvey, in quanto qui ras Tafari, poi imperatore etiopico come Hailé Selassié I, salì sul trono d'Etiopia nel 1930.

### Qualità della vita
Sempre secondo il censimento del 2007, il 98,64% delle unità abitative aveva accesso all'acqua potabile, ma solo il 14,9% presentava adeguati servizi igienici. Nell'indagine condotta nel 2005 sulla qualità della vita in Addis Abeba, lo 0,1% degli abitanti viveva in una situazione di assoluta indigenza; il 93,6% degli uomini e il 79,95% delle donne aveva ricevuto un'istruzione; la mortalità infantile era di 45 su 1000 nascite, e la metà dei decessi avveniva entro il primo mese di vita; il dato è comunque minore rispetto alla media nazionale (77 su 1000).

## Cultura

### Istruzione

#### Università

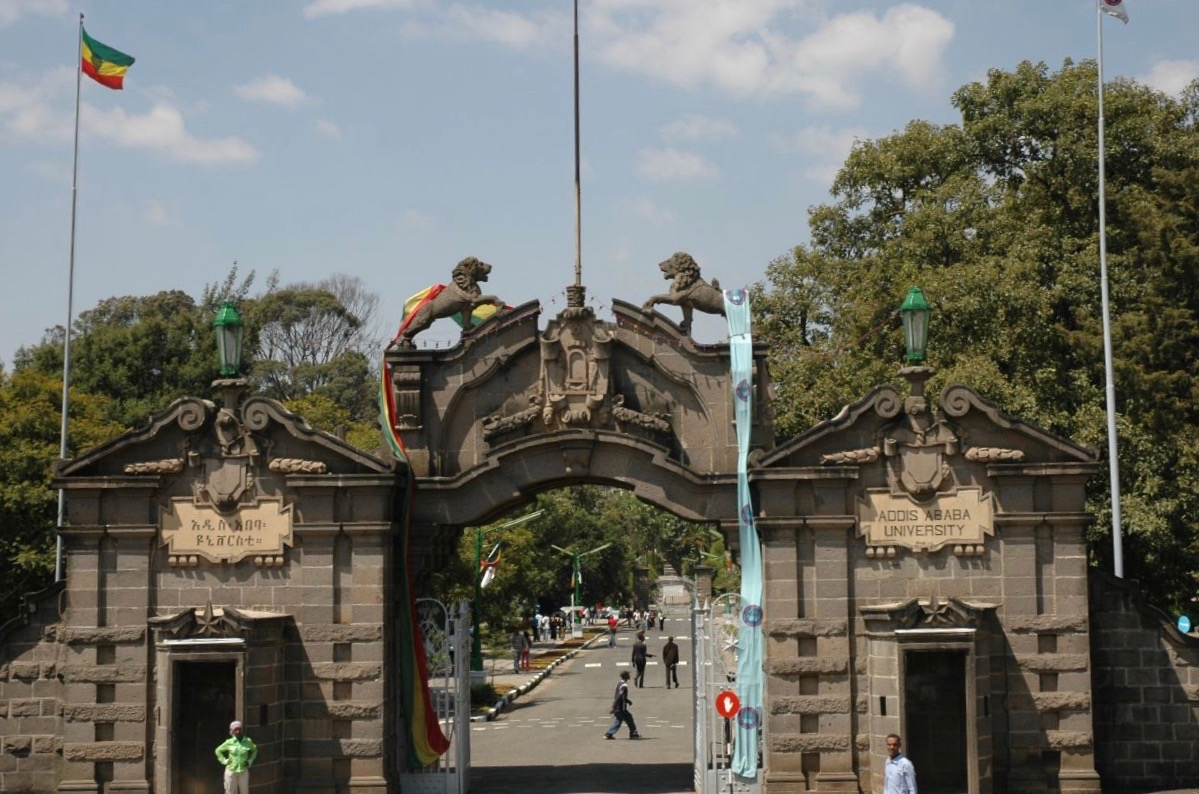
Università Addis Abeba

L'Università di Addis Abeba venne fondata nel 1950: dall'anno di fondazione al 1962 venne chiamata Collegio universitario di Addis Abeba, mentre dal 1962 al 1975 fu intitolata all'imperatore Hailé Selassié; nel 1975, dopo la deposizione dell'imperatore, ha assunto il nome attuale. L'Università è formata da sette campus, di cui sei ad Addis Abeba, ed è inoltre sede del Museo Etnografico e dell'Istituto di Studi Etiopici, che conserva anche il copioso materiale sull'occupazione italiana prodotto dal partigiano Alberto Imperiali e dal padre Francesco (diari di famiglia, centinaia di foto dei massacri, volantini e documenti d'epoca).
In città sono presenti altre università pubbliche e private, come la Ethiopian Civil Service University, la Admas University College e la Unity University.

### Musei
- Museo nazionale dell'Etiopia, situato tra Arat Kilo Avenue e l'Università, sede di numerosi reperti della civiltà axumita-etiope e, in particolare, dei resti originali dell'ominide Lucy.[39][40] Museo nazionale dell'Etiopia

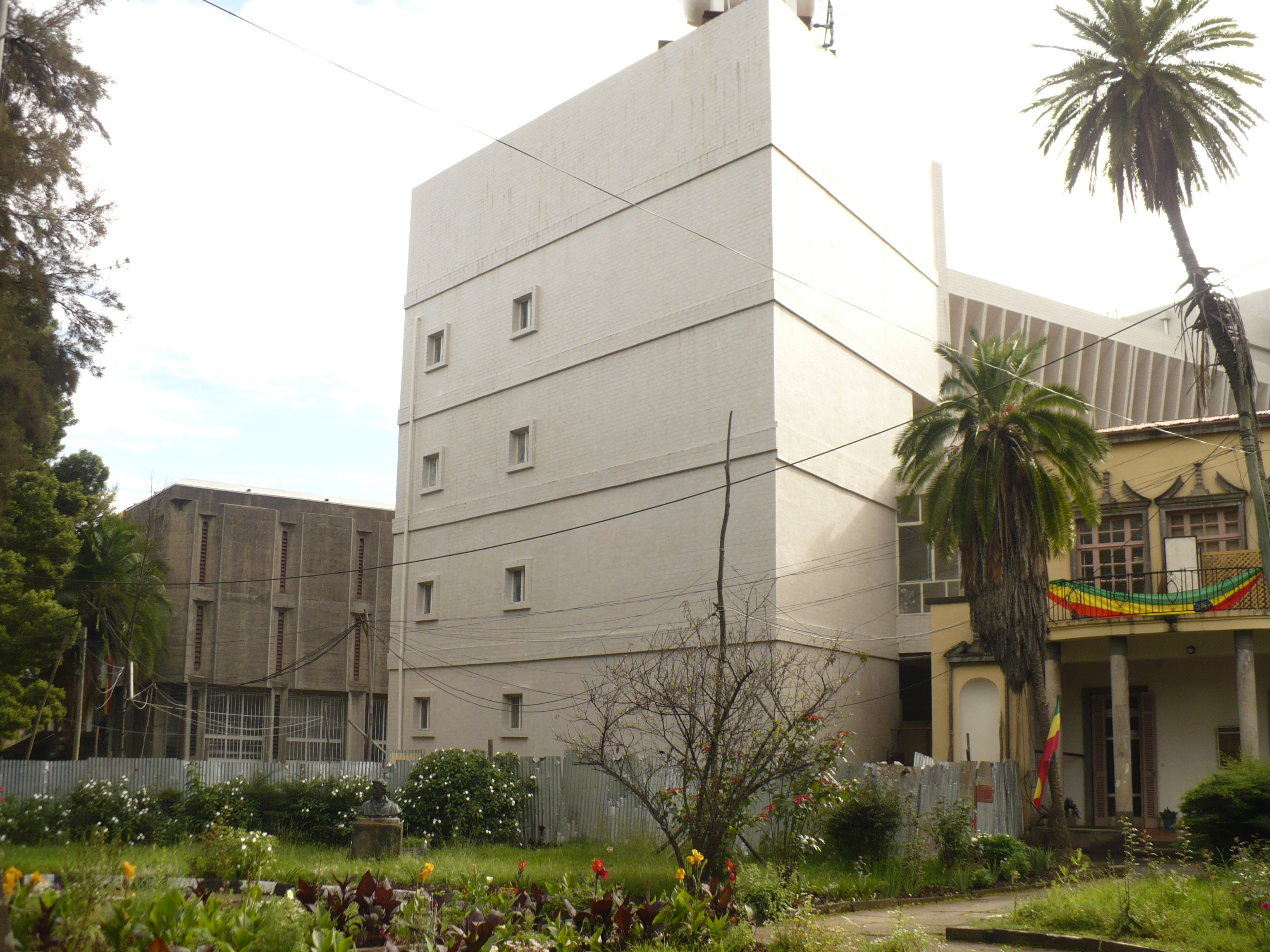
Museo nazionale dell'Etiopia

- Museo etnografico di Addis Abeba, dedicato ai vari gruppi etnici del paese; è situato nell'edificio della casa imperiale di Hailé Selassié.[41][42]
- Museo memoriale dei martiri del Terrore rosso, situato presso piazza Meskel; contiene numerosi reperti del periodo della dittatura.[43]

Altri musei sono il Museo di Storia naturale etiope, il Museo delle ferrovie e il Museo delle poste; Addis Abeba è inoltre sede dell'Archivio nazionale etiope.

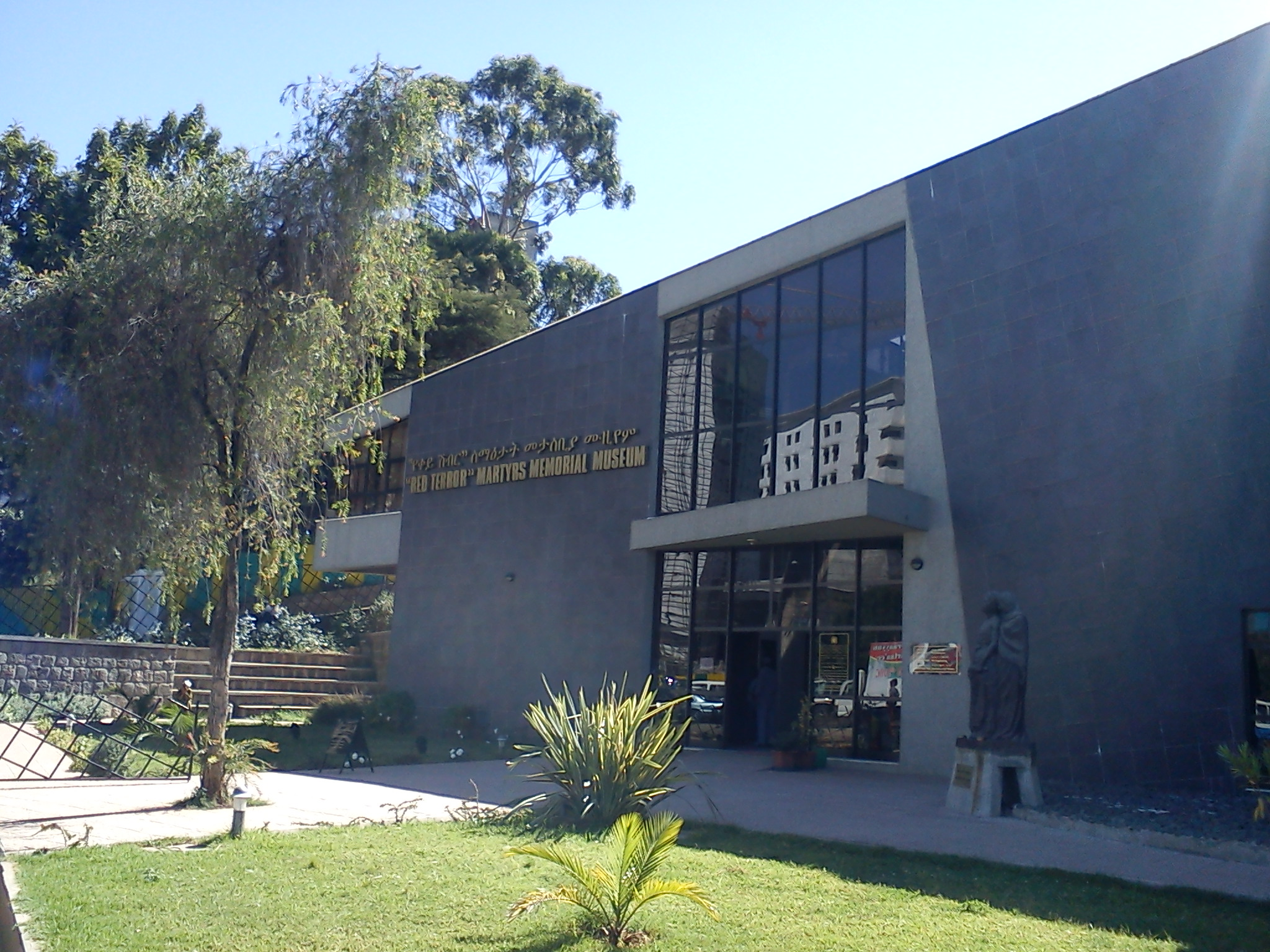
Museo memoriale dei martiri del Terrore rosso

### Media

#### La stampa
Il primo giornale di Addis Abeba fu il settimanale Aemiro, del greco Andreas Kavadias, fondato nel 1911 e totalmente in lingua amarica. Il giornale, oltre alla pubblicazione di decreti governativi e di articoli di natura politica, si legò in particolar modo all'iniziativa condotta dal negus Hailé Selassié e la Chiesa ortodossa etiope per l'autocefalia dal patriarcato copto di Alessandria, dalla quale era congregata. La prima casa editrice etiope, la Berhanena Selam (Luce e Pace), venne fondata nel 1921 su iniziativa di Hailé Selassié, non ancora negus d'Etiopia, e la sua sede fu il Palazzo Guenete Leul, attualmente sede principale dell'Università; nel 1924 iniziarono le pubblicazioni del giornale che portava lo stesso nome della casa editrice. Questo settimanale e l'Aemiro continuarono a essere pubblicati fino all'invasione fascista.
Dopo la liberazione (1941) iniziarono ad uscire il Bandirachin (La nostra bandiera), l'Addis Zemen (Nuova Era), e, dal 1943, l'Ethiopian Herald, in lingua inglese. Dal 1960 in poi uscirono il Mennen e il The Voice of Ethiopia. Il Derg, salito al potere nel 1974, confiscò quasi tutte le case editrici private e limitò fortemente la libertà di stampa, ristabilita solamente nel 1992. Gli anni Novanta sono caratterizzati da un notevole incremento dell'industria della stampa: circa 385 pubblicazioni circolavano nel paese, in gran parte stampate ad Addis Abeba.

#### La radio e la televisione
La prima stazione radiofonica fu fondata nel 1935 nel distretto di Akaki e fu mezzo di propaganda fascista durante l'occupazione italiana. Tra il 1948 e il 1958 la Ethiopian Telecommunications Board realizzò la copertura dell'intero Paese, estesa anche ad Asmara; accanto all'amarico, venivano prodotti programmi in lingua oromonica, in tigrino, somalo, inglese, francese e arabo per le comunità etiopi all'estero. La prima trasmissione televisiva in Etiopia andò in onda nel 1962.
Il sistema radiofonico e televisivo furono caratterizzati da una notevole fedeltà nei confronti del regime monarchico e continuarono a essere mezzi di propaganda anche dopo il colpo di Stato del Derg, attraverso la diffusione della dottrina marxista-leninista e, negli ultimi anni del regime, in concomitanza con la guerra contro l'Eritrea, l'esaltazione del nazionalismo etiope. Con la fine del regime militare, nel 1991 la radio e la televisione pubblica si aprirono a un maggiore pluralismo; nel 1995 venne fondata la Ethiopian Radio and Television Agency, posta sotto il controllo del Parlamento e nel 2007 sono nate le prime stazioni radiofoniche private.

### Letteratura
Dall'inizio del Novecento viene prodotta in Etiopia una letteratura per l'infanzia. Il primo libro pubblicato ad Addis Abeba è del 1924, Yefikir Melikt Leitopia Lijoch (Messaggi d'amore ai bambini d'Etiopia), di Bekele Haile Mariam, ed era destinato all'uso scolastico.Gran parte delle opere per l'infanzia di quel periodo erano di carattere religioso e allegorico.

## Geografia antropica

### Suddivisioni amministrative

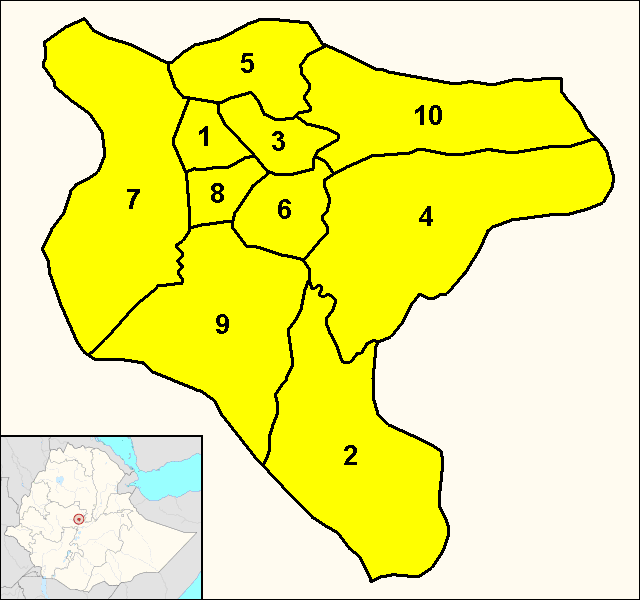
Ripartizione amministrativa di Addis Abeba

La città di Addis Abeba è divisa in 10 distretti o sub-città ( amarico : ክፍለ ከተማ) e 99 reparti ( amarico : ቀበሌ). Le 10 sub-città sono:
|    | Sub-città        | Area (km²) | Popolazione | Densità (Ab/km²) | Mappa |
| 1  | Addis Ketema     | 7,41       | 255 372     | 34 463,16        |       |
| 2  | Akaky Kaliti     | 118,08     | 181 270     | 1 535,15         |       |
| 3  | Arada            | 9,91       | 211 501     | 21 342,18        |       |
| 4  | Bole             | 122,08     | 308 995     | 2 531,09         |       |
| 5  | Gullele          | 30,18      | 267 624     | 8 867,59         |       |
| 6  | Kirkos           | 14,62      | 221 234     | 15 132,28        |       |
| 7  | Kolfe Keraniyo   | 61,25      | 428 895     | 7 002,37         |       |
| 8  | Lideta           | 9,18       | 201 713     | 21 973,09        |       |
| 9  | Nifas Silk-Lafto | 68,30      | 316 283     | 4 630,79         |       |
| 10 | Yeka             | 85,46      | 346 664     | 4 056,45         |       |
| -- | ---------------- | ---------- | ----------- | ---------------- | ----- |

## Infrastrutture e trasporti

### Aeroporti
L'Aeroporto di Addis Abeba-Bole' (IATA: ADD, ICAO: HAAB) (in amarico: ቦሌ ዓለም አቀፍ አየር ማረፊያ ) è la più importante struttura aeroportuale dell'Etiopia e prende il nome dalla frazione di Bole, nella parte meridionale della città.

### Mobilità urbana

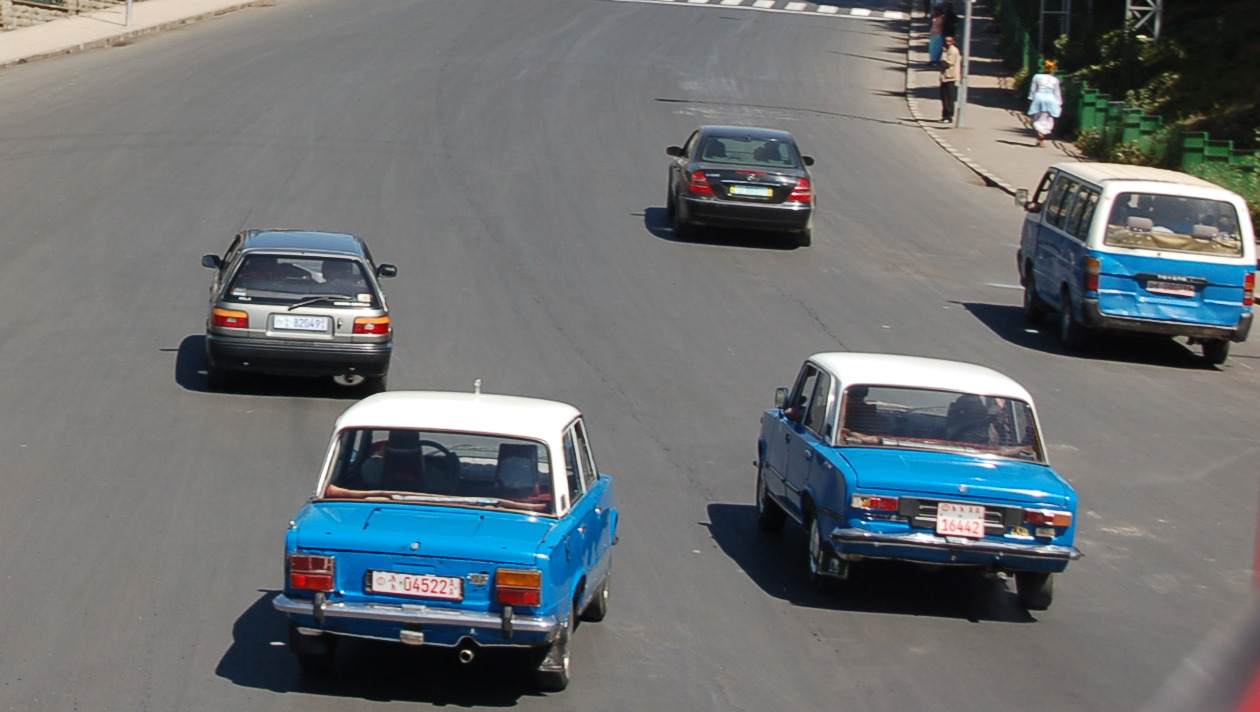
Taxi ad Addis Abeba

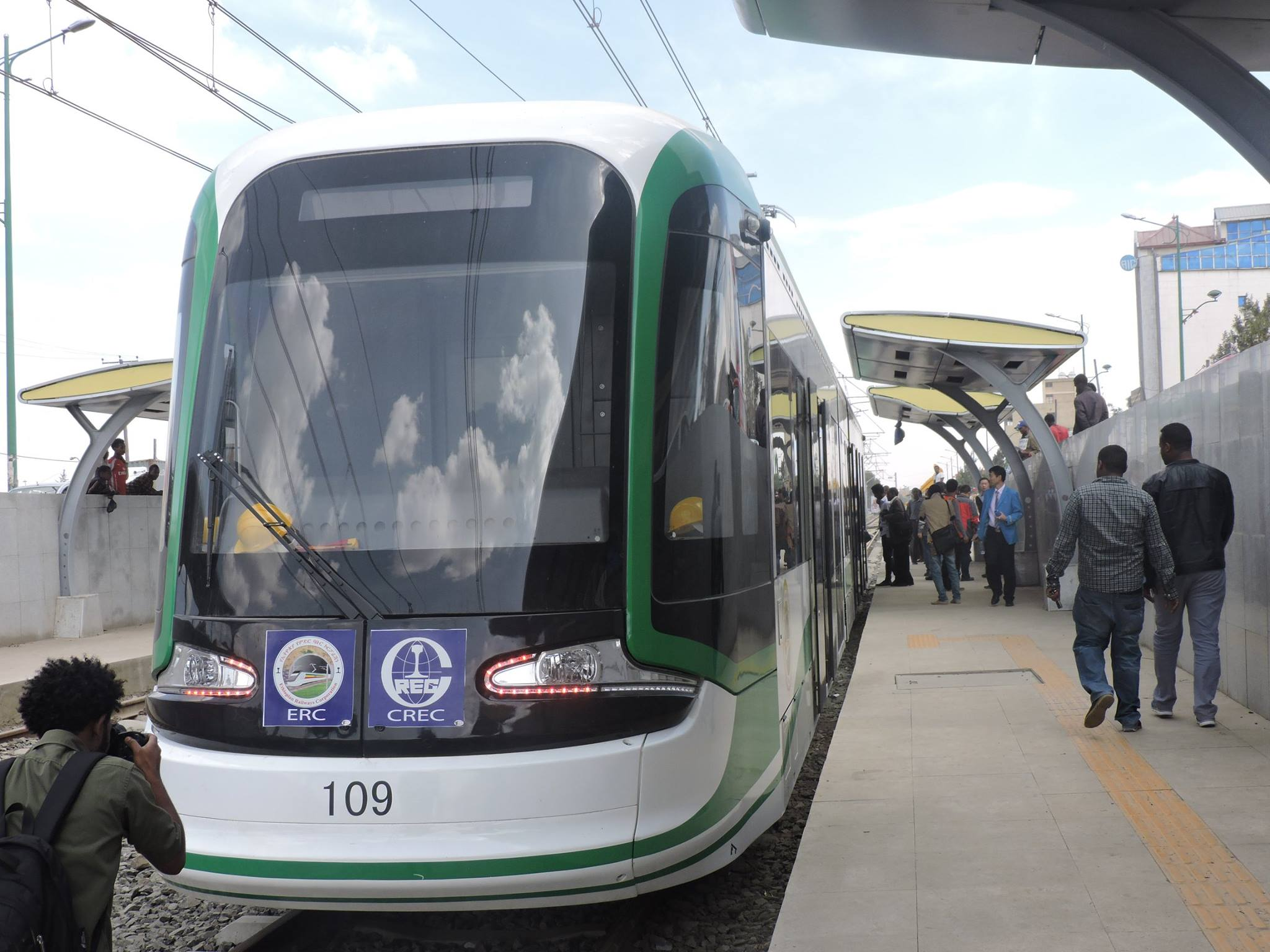
Rete tranviaria di Addis Abeba

I trasporti sono assicurati da una rete di autobus pubblici gestiti da Anbessa City Bus Service Enterprise (con automezzi gialli) e da una di taxi collettivi privati (soprattutto van bianchi e blu). Questi ultimi sono gestiti da un autista e un weyala, sorta di bigliettaio a bordo che comunica all'autista la destinazione desiderata e riceve dai passeggeri il prezzo della corsa.
La città è servita dall'Aeroporto internazionale di Bole, dove un nuovo terminal è stato aperto nel 2003. Addis Abeba ha inoltre una connessione ferroviaria con Gibuti via Debra Zeyit e Dire Daua. La Ferrovia Addis Abeba-Gibuti fu commissionata dagli etiopi ai francesi agli inizi del Novecento, e per questo la stazione fu chiamata lagaar all'epoca ed è in stile Art Nouveau.

### Rete tranviaria
L'etiope Railways Corporation ha costruito in questi anni la rete tranviaria di Addis Abeba, entrata in funzione nel 2015 e costituita da due linee.

## Amministrazione

### Governo
Secondo la Costituzione emanata nel 1995, Addis Abeba è una delle due città autonome all'interno del Governo federale etiope. L'altra città con lo stesso status è Dire Daua, nell'est del paese, ed entrambe le città sono all'interno dello Stato di Oromia. Inizialmente, secondo le disposizioni transitorie del 1991, Addis Abeba doveva essere uno dei 14 stati federali d'Etiopia; tale condizione è stata tuttavia modificata nella carta del 1995, che non conferisce ad Addis Abeba lo status di regione federale.
Il governo cittadino è composto da un sindaco, che possiede il potere esecutivo, e dal consiglio della città, che rappresenta il potere legislativo. Essendo inoltre parte del Governo federale, la città è vincolata alle leggi federali. I membri del consiglio cittadino sono eletti direttamente dai residenti; a sua volta il consiglio elegge il sindaco tra i propri membri. La durata del mandato del sindaco e del consiglio è di cinque anni. Il Governo federale, qualora lo ritenga necessario, ha facoltà di sciogliere il consiglio, commissariando l'amministrazione della città fino a nuove elezioni. I cittadini di Addis Abeba hanno i propri rappresentanti nella camera bassa federale, ma non nella camera alta, costituita dai rappresentanti degli stati federali.
Attualmente il primo cittadino di Addis Abeba è Diriba Kuma, appartenente alla Oromo People Democratic Organisation (OPDO), eletto nel 2013. Suo predecessore è stato Kuma Demeksa, esponente dello stesso partito, dal 2008 al 2013, eletto dopo due anni di commissariamento del governo cittadino da parte di quello federale. Altri noti sindaci di Addis Abeba sono stati Arkabe Oqubay (2003–06), Zewde Teklu (1985–89), Alemu Abebe (1977–85) e Zewde Gebrehiwot (1960–69).

### Gemellaggi[62]
- San Francisco
- Be'er Sheva, dal 2004[63]
- Lipsia, dal 2004
- Pechino
- Chuncheon
- Tel Aviv
- Johannesburg, dal 2002
- L'Avana, dal 2003
- Londra

- Il Cairo
- Dubai
- Nuova Delhi, dal 2004
- San Paolo, dal 2010
- Istanbul
- Gedda
- Stoccolma
- Washington, dal 2013
- Chongqing[64]